# 丹尼斯·利亞明
丹尼斯·伊戈列維奇·利亞明（俄语：Денис Игоревич Лямин，羅馬化：Denis Igoryevich Lyamin，1979年5月19日—），俄羅斯陸軍中將，自2023年7月起指揮第58集團軍。

## 生平
利亞明於1979年5月19日出生於白俄羅斯蘇維埃社會主義共和國明斯克州斯盧茨克的軍人家庭中，其畢業於切巴爾庫爾第四高中。1996年，他就讀車里雅賓斯克高等坦克指揮學校並於2001年畢業。其於2005年至2007年，就讀於俄羅斯聯邦軍隊綜合軍事學院，並於2017年9月至2019年6月就讀俄羅斯總參謀部軍事學院，以優異成積獲得「學習特殊成就」獎章畢業。
利亞明已婚，育有一子一女。

## 事蹟
利亞明在軍事學院畢業後，2001年至2005年歷任排連長、副營長、營長。2009年9月至2011年11月任伏爾加烏拉爾軍區第2近衛集團軍第28獨立摩托化旅副旅長。2011年11月至2013年4月，其任西部軍區第20近衛合成集團軍第6獨立坦克旅參謀長及副旅長。2013年4月至2015年5月任第20近衛合成集團軍近衛塔曼第2摩托化步兵師（2014年12月改由近衛坦克第1集團軍管轄）參謀長及副師長。2015年5月至2016年12月，其任位於塔吉克的俄羅斯第201軍事基地司令。2016年12月至2017年8月其任中央軍區第90近衛坦克師師長。
俄羅斯總統弗拉基米爾·普京於2017年2月22日發佈第83號總統令，授予利亞明少將軍銜。
2019年8月至2020年11月，其任南部軍區第58集團軍第一參謀長及副軍長。2020年11月至2021年6月，其任俄羅斯海軍黑海艦隊第22集團軍代理司令，2021年6月至10月轉正任司令。
《RBC烏克蘭》引用烏克蘭總檢察長辦公室的Telegram頻道指，其指控利亞明參與俄羅斯聯邦併吞克里米亞，並在俄羅斯入侵烏克蘭前就向俄羅斯宣傳員傳達入侵烏克蘭的必要性。報導指，利亞明親自呼籲手中有武器的軍事人員須「保護」頓涅茨克人民共和國和盧甘斯克人民共和國的人民，並併吞併赫爾松州、扎波羅熱州和敖德薩州，稱其為俄羅斯自古以來的歷史領土。利亞明在2022年2月24日領軍從克里米亞入侵赫爾松州。
烏克蘭總檢察長辦公室向法庭以《烏克蘭刑法》第437條第2部分和第110條第3部分，「發動侵略戰爭並侵犯烏克蘭領土完整」罪名起訴並缺席審判利亞明，使利亞明成為名義上第一位因入侵烏克蘭受審的俄羅斯軍人（事實上第一位因入侵烏克蘭受審的俄羅斯軍人是瓦迪姆·希希馬林中士）。
獨立智庫《戰爭研究所》引用烏克蘭軍事情報局報告指，2022年4月，時任第22集團軍司令的利亞明由於表現不理想而被免職。
2023年7月，第58集團軍司令伊萬·波波夫少將因與俄羅斯總參謀長瓦列里·格拉西莫夫在士兵輪換問題發生衝突而遭解職，其後利亞明接替波波夫任第58集團軍司令。然而當第58集團軍在戰事上受挫時，首先是聯繫前上司波波夫求助，而不是向現任第58集團司令利亞明尋找解決辦法。報導指第58集團軍不信任利亞明，要麼認為他太無能，要麼認為他太服從俄羅斯總參謀部。
《Censor.net》報導指，在烏克蘭反攻期間，第58集團軍在扎波羅熱州梅利托波爾一家汽車工廠設立秘密總部。此地點被烏克蘭安全局探出，並告之烏克蘭武裝部隊。2023年9月19日上午，烏軍向該地點發射導彈，導致第58集團軍司令及其參謀長，以及「十多名」高級軍官傷亡。該報導沒有標明受傷軍官的姓名，但從公開消息來源來看，第58集團軍由利亞明中將指揮。而爆炸威力之大，也令美國宇航局衛星記錄到了到該地點的溫度異常。